# 加斯維森格拉本河
49°02′16″N 10°51′30″E / 49.03768°N 10.85828°E
加斯維森格拉本河是德國的河流，位於該國東南部，由巴伐利亞負責管轄，屬於施特采爾巴赫河的右支流，河道全長0.9公里，發源自阿勒斯海姆。